# 資訊科學研究院

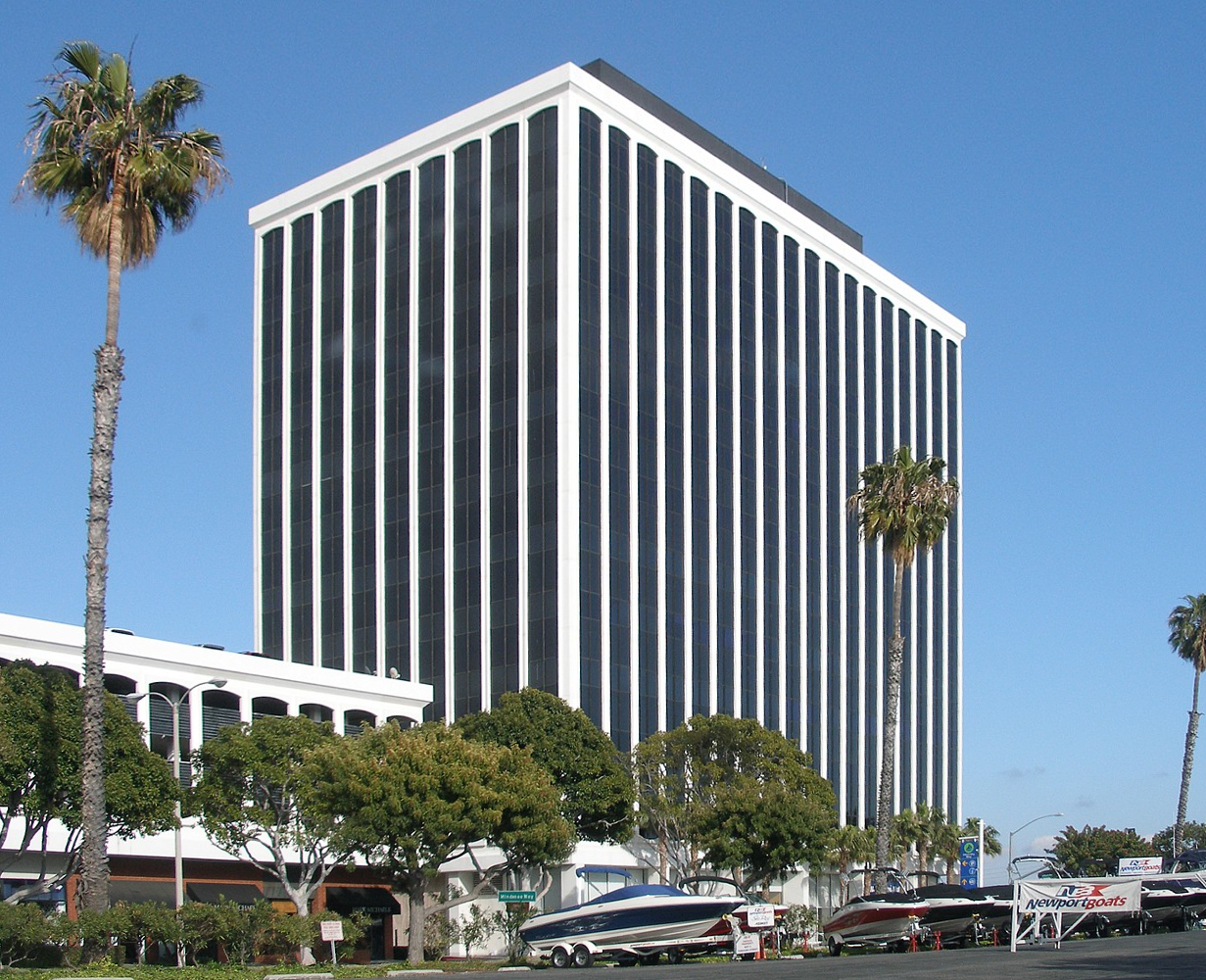
資訊科學研究院的总部，位于加州玛丽安德尔湾

在南加州大學(USC)維特比工程學院裡的資訊科學研究院(Information Sciences Institute) (ISI) 是在資訊科學領域中相當卓越的研究組織，其研究領域牽涉到相當廣泛的資訊處理研究以及高階電腦與通訊技術。它位于加州玛丽安德尔湾（加州）。
ISI積極參與信息革命，並在早期互聯網及其前身ARPANET的開發和管理方面發揮了主導作用，同時也負責B.root-servers.net這組根域名伺服器的運作。該研究所在20多個美國政府機構的支持下進行基礎和應用研究，涉及國防，科學，健康，國土安全，能源和其他領域。 每年的資金約為1億美元。
此機構由Keith Uncapher成立於 1972 年，目前由在1988年前任職於IBM研究室的執行長兼科學家Herbert Schorr所領導。
ISI並沒有在南加大校園裡，而是位於加州Marina del Rey;以及位於維吉尼亞州阿靈頓郡的分部。

## 外部連結
- （英文）官方的ISI首頁 （页面存档备份，存于）
- （英文）Official  USC Viterbi School of Engineering website （页面存档备份，存于）
- （英文）Youtube.com （页面存档备份，存于）
- （英文）Dwavesys.com （页面存档备份，存于）

33°58′49″N 118°26′24″W / 33.9802°N 118.440031°W